# Bojan Ikonomow
Bojan Georgiew Ikonomow (bulgarisch Боян Георгиев Икономов, * 1. Dezemberjul. / 14. Dezember 1900greg. in Nikopol; † 27. März 1973 in Sofia) war ein bulgarischer Komponist.
Ikonomow studierte an der Universität von Sofia zunächst Jura und arbeitete als Bankbeamter, daneben absolvierte er eine Ausbildung in Musiktheorie, Harmonielehre und Kontrapunktik bei Nikola Atanassow. Ab 1928 lebte er in Paris, studierte ab 1931 an der Schola Cantorum bei Vincent d’Indy und Guy de Lioncourt und schließlich bei Nadia Boulanger und Albert Roussel. 1934 besuchte er Dirigierkurse bei Felix Weingartner in Basel und wirkte danach europaweit von Paris bis Budapest als Dirigent von Konzerten, in denen er stets auch bulgarische Musik aufführte.
1937 kehrte er nach Bulgarien zurück, arbeitete von 1948 bis 1956 bei der staatlichen bulgarischen Filmgesellschaft, bis 1957 im Kulturministerium und bis 1960 als Leiter der Musikabteilung von Radio Sofia.
Er komponierte eine Oper Indze, der Wojewode (1960), eine Kinderoperette, drei Ballette, drei Kantaten, zwei Oratorien, vier Sinfonien (1937, 1947, 1955, 1972), weitere Orchesterwerke, Konzerte für Violine (1951) und Klavier (1958), Kammermusik, darunter 6 Streichquartette, ferner Klavier- und Chorwerke, Lieder, Massenlieder und Filmmusiken.